# Krumpendorf am Wörthersee
Krumpendorf am Wörthersee is een gemeente in de Oostenrijkse deelstaat Karinthië, en maakt deel uit van het district Klagenfurt-Land.
Krumpendorf telt 3194 inwoners. Het ligt aan de Wörthersee.
Ebenthal in Kärnten ·
Feistritz im Rosental ·
Ferlach ·
Grafenstein ·
Keutschach am See ·
Köttmannsdorf ·
Krumpendorf am Wörthersee ·
Ludmannsdorf ·
Magdalensberg ·
Maria Rain ·
Maria Saal ·
Maria Wörth ·
Moosburg ·
Poggersdorf ·
Pörtschach am Wörthersee ·
Sankt Margareten im Rosental ·
Schiefling am Wörthersee ·
Techelsberg am Wörther See ·
Zell
- Gemeinsame Normdatei: 4526728-5
- Nationale Bibliotheek van Tsjechië: xx0175899
- Virtual International Authority File: 1395153716398358820006